# Benne Lantz
Benne Artur Bendix Lantz, född 22 november 1936 i Stockholm, är en svensk direktör.
Lantz, som är son till droskägare Bendix Lantz och Hildur Öhrström, var redaktör för tidskiften Clarté 1958–1960 och blev filosofie kandidat vid Stockholms universitet 1963. Han var anställd vid Arbetsmarknadsstyrelsen (AMS) 1963, Lärarnas Riksförbund (LR) 1963–1970, blev organisations- och informationschef vid SACO 1970, förhandlingschef vid SACO/SR 1977, kanslichef vid Kommunaltjänstemannakartellen (KTK) 1981 och var verkställande direktör för Trygghetsstiftelsen 1991–1997. Han blev styrelseordförande i Statens tjänstepensionsverk (SPV) 1997. Han blev opartisk ordförande inom industrin 1999 och har innehaft medlingsuppdrag.
Lantz var 1963–1977 gift med Inga Lantz och senare med Inger Rådberg.

## Utmärkelser
- H.M. Konungens medalj i guld av 12:e storleken i högblått band (2012) för sina insatser i svenskt näringsliv. [2]